# Listă de rase de porumbei
Aceasta este o listă de rase de porumbei.

## Rase de porumbei românești
- Carunculat de Oradea
- Castaniu de Craiova
- Jucător de Ardeal
- Jucător Albastru de Cluj
- Jucător Balan de Iasi
- Jucător Baltat de Arad
- Jucător Baltat de Bucuresti
- Jucător Baltat de Ploiesti
- Jucător Bimotat Ardelean
- Jucător Capacit de Buzau
- Jucător de Alexandria
- Jucător de Botoșani
- Jucător de Brăila
- Jucător de Brăila cu cioc scurt
- Jucător de Brăila Lung
- Jucător de Bucovina
- Jucător de Calarași
- Jucător de Caracal
- Jucător de Constanța
- Jucător de Galați
- Jucător de Giurgiu
- Jucător de Iașsi
- Jucător de Timișoara
- Jucător Moțat de Dobrogea
- Jucător Nemoțat de Satu Mare
- Jucător Pag de Iasi
- Jucător Pestriț-Baltat de Satu Mare
- Jucător Roller de Cluj
- Jucător Roller de Lugoj
- Jucător Roller de Timișoara
- Negru Cararat Românesc
- Negru Trenat de București
- Porumbel Mare de Calafat
- Porumbel Motat de Ploiești
- Porumbel Urias de Salonta
- Rotatul Rustic Dobrogean
- Voiajor românesc de frumusețe
- Zburător Argintiu Românesc
- Zburător Bragagiu Românesc
- Zburător Bujor Românesc
- Zburător Cafeniu Românesc
- Zburător Canepiu Românesc
- Zburător Ciung de București
- Zburător Ciung de Ploiești
- Zburător Codalb Românesc
- Zburător de Severin
- Zburător Dungat (gagiu) Românesc
- Zburător Dungat de Arad
- Zburător Gât Golaș
- Zburător Incalțat de Arad
- Zburător Orbetean Românesc
- Zburător Pestriț de Arad
- Zburător Roșu de Targoviște
- Zburător Sfârcolat de Ploiești
- Zburător Străin Românesc
- Zburător Vărgat Românesc
- Zburător Vioriu Românesc
- Zburător Vișiniu Codalb Românesc
- Zburător Vișiniu Românesc

## Rase de porumbei internaționale
- Figurita Valenciana
- Gansel Vienez
- Gușat de Granada
- Gușat Gaditan
- Gușat Horseman
- Gușat Jiennense
- Gușat Laudino Seviliano
- Gușat Marcheneros
- Gușat Pomeranian
- Jucător de Taganrog
- Jucător Parlor
- Mondain Francez
- Porumbei Creți
- Porumbei Deportivos
- Porumbei Iacobini (gulerați)
- Porumbei rasa Carier
- Porumbei rasa Clase
- Porumbei rasa King
- Porumbei rasa Lahore
- Porumbei rasa Maltez
- Porumbei Rotați (Voltați)
- Porumbelul Dragon
- Porumbelul Indian
- Roller de Bursa
- Roller de Debretin
- Roller Oriental
- Roller Parlor
- Roller Persan
- Toboșar Arab
- Tremurător Nordcaucazian
- Triganin Modenez
- Uriaș Maghiar
- Voiajor German de Frumusete
- Zburător de Belgrad
- Zburător de Budapesta
- Zburător de Polonia
- Zburător Tippler Englez